# پراملینتاید
پراملینتاید با نام تجاری سیملین یک آنالوگ آمیلین است که به صورت دارویی تزریقی برای افراد دیابتی (نوع ۱ و ۲) مصرف میشود. پراملینتاید به صورت نمک استات به فروش میرسد.

## عوارض
هیپوگلیسمی و اختلال عملکرد دستگاه گوارش

## فارماکولوژی
پراملینتاید آنالوگ آمیلین میباشد که یک هورمون پپتیدی کوچک است که توسط سلول های بتای پانکراس به موازات انسولین پس از یک وعده ی غذایی به جریان خون آزاد می شود و با فعال نمودن گیرنده های با تمایل بالا که در کنترل قندخون و استخوان زایی دخالت دارند، در کنترل قندخون نقش دارد. همانند انسولین، آمیلین هم در افراد دارای دیابت نوع ۱ غایب است. پراملینتاید A1C را به میزان ۰/۵-۰/۲ درصد کاهش می دهد. اشکال IP و SC دارد و خوراکی نیست. 
پراملینتاید رهاسازی گلوکاگون را سرکوب کرده، خالی شدن معده را آهسته میکند و در CNS باعث کاهش اشتها می شود. بعد از تزریق زیرجلدی، به سرعت جذب شده و دوره ی اثر کوتاهی دارد.

## تاییدیه ی دارو
پراملینتاید توسط FDA برای استفاده ی افراد دارای دیابت نوع ۱ و ۲ که انسولین مصرف می کنند تایید شده است. این دارو به افراد دیابتی کمک می کند تا از انسولین کمتری استفاده کنند، سطح میانگین قند خون را پایین می آورد و افزایش غیرطبیعی قندخون که در افراد دیابتی پس از صرف غذا رخ میدهد را کنترل می کند.